# Caieira da Barra do Sul

Caieira da Barra do Sul est une plage et une localité de la municipalité de Florianópolis, au Brésil. Elle se situe au sud de l'île de Santa Catarina, dans le district de Ribeirão da Ilha, à 37 km du centre ville, sur les rivages de la baie Sud.
La localité compte deux plages distinctes: praia da Caieira e praia Grande.